# Kay Boyle
Kay Boyle   (Saint Paul, 19 de febrer de 1902 - Mill Valley, 27 de desembre de 1992) va ser una novel·lista, professora i activista política estatunidenca.
Va viure a Europa abans de la Segona Guerra Mundial on ja va escriure sobre el perill de l'ascens del nazisme. Posteriorment va retornar als Estats Units, on ella i el seu marit va ser víctimes del Maccarthisme. Boyle va perdre la seva feina com a corresponsal del The New Yorker i va ser inclosa en una llista negra abans de ser formalment rehabilitada el 1957.
Va destacar-se en l'activisme polític, viatjant a Cambodja com a part d'una missió d'americans durant el règim dels khmers rojos i participant en les protestes contra la Guerra del Vietnam, motiu pel qual va ser empresonada dues vegades. També va treballar per Amnistia Internacional i per la NAACP.
Publicà una quarantena de llibres, entre ells 14 novel·les i 8 reculls de poesia i assajos. Entre les seves obres destaquen les novel·les Plagued by the Nightingale (1931), Monday Night, Wedding Day (1931) i Generation without Farewell (1959), i els reculls de narracions The White Horses of Vienna (1936) i Fifty Stories (1980). El 1935 va guanyar el Premi O.Henry.